# Polinoksylina
Polinoksylina – spieniona żywica mocznikowo-formaldehydowa stosowana jako preparat stomatologiczny oraz środek przeciwgrzybiczny. W kontakcie z wodą uwalnia niewielkie ilości formaldehydu hamującego rozwój drobnoustrojów.